# Anredera cordifolia
Anredera cordifolia (Ten.) Steenis, 1957, conhecida pelo nome comum de trepadeira-da-madeira, é uma espécie de planta trepadeira carnuda da família Basellaceae, com distribuição natural na América do Sul, mas naturalizada em vastas áreas das regiões subtropicais e tropicais, sendo em algumas considerada espécie invasora.

## Descrição
A cordifolia é uma planta trepadeira perene, moderadamente carnuda, com caules longos e flexuosos que se enrolam em torno de árvores e de outros suportes, podendo atingir até 15 m de comprimento. Sobe pelas árvores e outra vegetação, crescendo com grande rapidez, sendo que a combinação de folhas carnudas e de caules e tubérculos engrossados faz desta liana uma trepadeira muito pesada, que frequentemente leva ao derrube de ramos e à quebra das plantas que lhe servem de suporte, criando grandes massas de ramagens que asfixiam a vegetação subjacente.
A espécie é perenifólia, crescendo a partir de rizomas carnosos. As folhas são verdes, brilhantes, em forma de coração, o que deu origem ao epíteto específico. As flores surgem em inflorescências racemosas, com numerosas flores cremosas e fragrantes.
A planta expande-se essencialmente vegetativamente, por proliferação dos tubérculos, que se desprendem facilmente, e por fragmentação dos rizomas, que se quebram facilmente, produzindo cada uma das partes uma nova planta. Embora produza flores masculinas e femininas, raramente se reproduz sexualmente, sendo infrequente a produção de sementes.
Os tubérculos e partes de rizoma são frequentemente transportados por actividades humanas. Se caem em linhas de água são por esta transportadas para novos sítios.
A espécie foi introduzida na África, na região do Pacífico e Australásia, Europa e na América do Norte. É considerada uma espécie potencialmente invasora em regiões sub-tropicais e tropicais.
Folhas são comestíveis, cruas ou cozidas, de muito bom sabor, e alto valor proteico. Os rizomas são também comestíveis.
A autoridade científica original da espécie é Ten., tendo sido publicada em Annales des Sciences Naturelles : Botanique, sér. 3 19: 355. 1853. A espécie foi reposicionada em 1959 no género Anredera.
A espécie não se encontra protegida por legislação portuguesa ou da União Europeia.